# Telescopi William Herschel

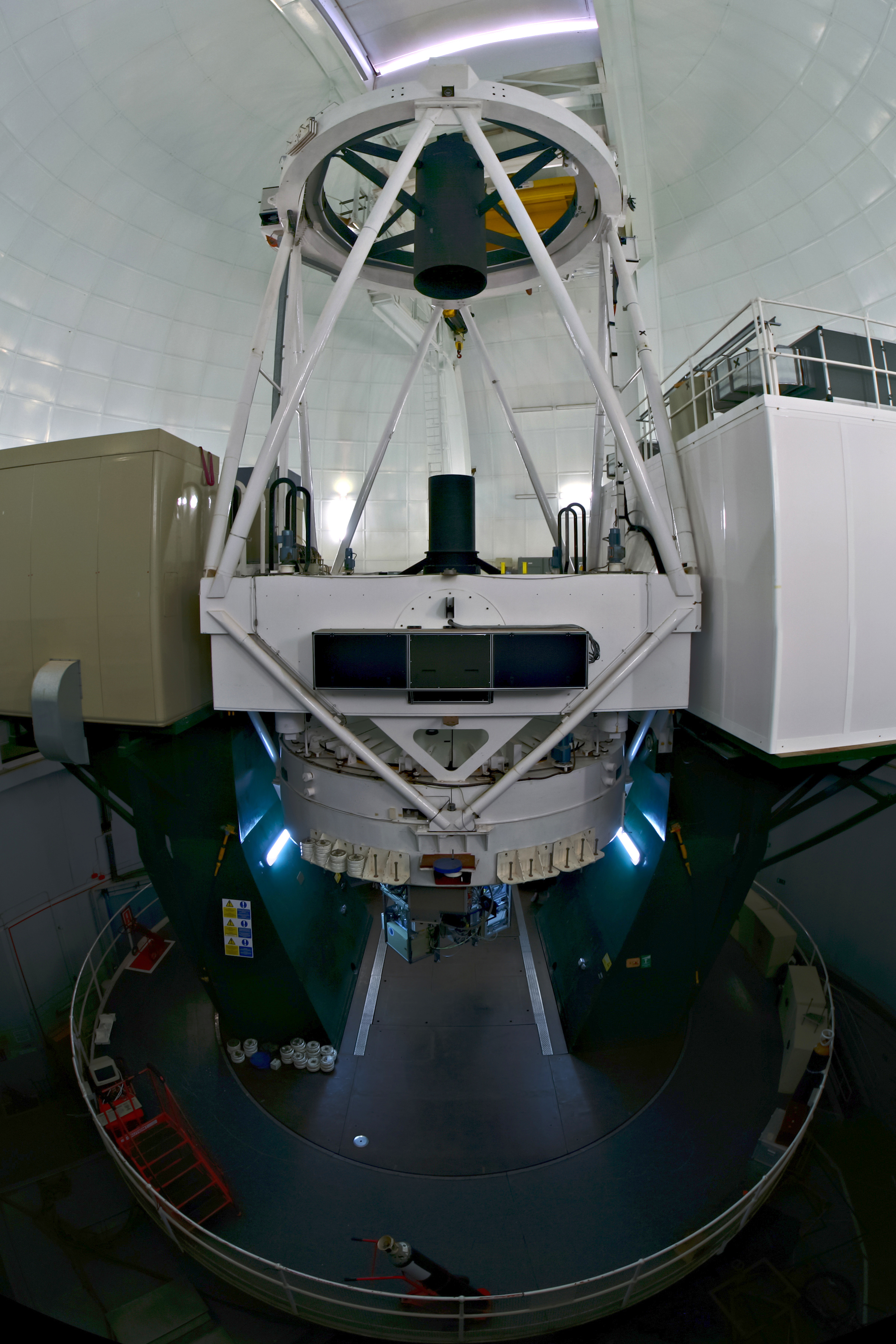
El Telescopi William Herschel al Roque de los Muchachos, a les Illes Canàries.

El telescopi William Herschel (WHT) és un telescopi reflector de 4,2 metres de diàmetre que es troba a l'Observatori del Roque de los Muchachos a l'illa de La Palma, a les Illes Canàries.
La idea del telescopi William Herschel va ser concebuda en la dècada del 1960, quan es va dissenyar l'Observatori Anglo-australià a Austràlia. La comunitat astronòmica britànica va sentir la necessitat d'un telescopi de mida comparable per observar el cel de l'hemisferi nord. La planificació va començar el 1974 però el 1979 el projecte va estar en perill de ser cancel·lat perquè els costos es van disparar. Va ser redissenyat per reduir significativament el cost i es va vendre una participació del 20% per a ús dels astrònoms dels Països Baixos. El 1981 es va donar el vistiplau al nou projecte, coincidint amb el 200 aniversari del descobriment d'Urà per William Herschel, per la qual cosa es va decidir batejar el telescopi en el seu honor. La construcció va començar el 1983, va ser traslladat a La Palma el 1985 i va veure la llum el 1987. En virtut dels acords per al seu establiment, el telescopi i el seu ús està participat des de 1990 pel Particle Physics And Astronomy Research Council (PPARC) del Regne Unit, el Nederlandse Organisatie Voor Wetenschappelijk Onderzoek (NWO) dels Països Baixos i l'Institut Astrofísic de les Illes Canàries d'Espanya.
El telescopi forma part del Grup de telescopis Isaac Newton.
El telescopi reflector té un diàmetre de 4,2 metres, amb una raó focal f2.8 de tipus Cassegrain-Nasmyth fabricat a Owens, Illinois. És el major de la seva classe a Europa. Observa el cel en longituds d'ona de llum visible i d'infraroja.